# Matías Iglesias
Walter Matías Iglesias (ur. 18 kwietnia 1985 w Rosario) – argentyński piłkarz występujący na pozycji pomocnika. Występujący w klubie AE Larisa.